# DownThemAll!
DownThemAll! (también conocido como DTA) es una extensión para los navegadores Mozilla Firefox, Chrome y Opera que gestiona y acelera las descargas de archivos. Está licenciada bajo GPL.

## Características
- Pausar y reanudar las descargas en cualquier momento sin perder los datos ya descargados.
- Descargar en un solo clic de ratón todos los enlaces, las imágenes y objetos embebidos de una página.
- Soporta los protocolos HTTP y FTP.
- Descargar el mismo archivo en diferentes partes simultáneamente.
- Verificación Checksum.
- Filtrado de enlaces mediante expresiones regulares.
- Opciones de renombrado masivo.

## Descarga de múltiples partes de un mismo archivo
Una de las funcionalidades más interesantes de esta extensión, es que tiene la capacidad de descargar simultáneamente diferentes partes de un mismo archivo, consiguiendo así mejorar la velocidad de descarga.
La versión 1.0b1 añadió soporte para meta-enlaces, que permite usar múltiples direcciones URL para descargar un mismo archivo.

## Firefox Quantum y otros navegadores
Todas las versiones inferiores a la 4.0 son incompatibles con Firefox 57 o superior (Quantum),DTA 4.0 movió la base de su código de XUL a WebExtensions. La primera versión beta 4.0 se lanzó el 21 de agosto de 2019. El 1 de septiembre de 2019, DownThemAll! 4.0 fue lanzado, con soporte para Quantum.  El 8 de septiembre de 2019, DownThemAll! 4.0.9 se lanzó para los complementos de Chrome y Opera.